# Parectatosia
Parectatosia is een kevergeslacht uit de familie van de boktorren (Cerambycidae). De wetenschappelijke naam van het geslacht werd voor het eerst geldig gepubliceerd in 1940 door Breuning.

## Soorten
Parectatosia omvat de volgende soorten:
- Parectatosia borneensis Breuning, 1940
- Parectatosia robusta (Aurivillius, 1911)
- Parectatosia valida Breuning, 1940